# Patterson, Arkansas
Patterson är en ort i Woodruff County i Arkansas. Orten har fått sitt nuvarande namn efter Marshall Patterson som var delstatspolitiker, markägare och sheriff i Woodruff County. Först hette orten Martin's Junction och därefter Jelks. Vid 2010 års folkräkning hade Patterson 452 invånare.